# Saem
Saem (샘?) è un film del 2018 scritto e diretto da Hwang Kyu-il.

## Trama
Ma Doo-sang decide di intraprendere la propria personale avventura: recarsi a Seul per ritrovare il suo primo amore, di cui nel frattempo aveva perso le tracce. L'impresa si rivela tuttavia più complicata del previsto, poiché il giovane soffre di prosopagnosia, un deficit visivo che gli impedisce di mettere a fuoco e riconoscere i volti. Doo-sang riesce infine a restringere il campo di ricerca a tre ragazze, e in particolare una di loro lo fa sentire particolarmente a suo agio.

## Distribuzione
In Corea del Sud la pellicola ha goduto di una distribuzione nazionale a cura della Lotte Cultureworks, a partire dal 29 novembre 2018.